# آنری (فیلم)
«آنری» (انگلیسی: Henry (film)) یک فیلم است که در سال ۲۰۱۱ منتشر شد.